# Kaliori (Kalibagor)
Kaliori is een bestuurslaag in het regentschap Banyumas van de provincie Midden-Java, Indonesië. Kaliori telt 8426 inwoners (volkstelling 2010).